# Маватагама (підрозділ окружного секретаріату)
Підрозділ окружного секретаріату Маватагама — підрозділ окружного секретаріату округу Курунегала, Північно-Західна провінція, Шрі-Ланка. Складається з 71 Грама Ніладхарі.